# أيل كشمير
أيل كشمير (الاسم العلمي: Cervus elaphus hanglu)هو نوع فرعي من الأيليات الحمراء، والتي تعيش في شمال باكستان والهند، وخاصة في ولاية جامو وكشمير، وهو من حيوانات دولة كشمير.

## الخصائص
- معطفها بني مع النقيط حتى الشعر.الجانب الباطني من الأرداف أبيض رمادي يليه خط على الجوانب الداخلية من الفخذين والأسود على الجانب العلوي من الذيل.كل قرن يتكون من خمس شوكات منحني بقوة إلى الداخل في حين أن لها فروعا جبينية وعادة ما تكون قريبة من بعضها البعض.

## التوزيع
- هذه الغزلان تعيش في مجموعات من اثنين إلى 18 فردا في الغابات الكثيفة النهرية والوديان العالية، والجبال في وادي كشمير وشمال شامبا في هيماشال براديش في كشمير، وجدت في مرتفعات الحديقة الوطنية داشبغام أكثر من 3035 متر.

## التهديدات والحفظ
- هذه الغزلان مرقمة مرة واحدة من نحو 5000 حيوان في بداية القرن 20. لسوء الحظ، تم تهديدهم، وذلك بسبب تدمير الموائل والإفراط في رعي الماشية المحلية، والصيد غير المشروع. تضاءل هذا إلى ما يصل إلى 150 حيوان بحلول عام 1970. ومع ذلك، أعدت ولاية جامو وكشمير، إلى جانب الصندوق العالمي للطبيعة مشروعا لحماية هذه الحيوانات. أصبح معروفا باسم مشروع هانغول. جلبت نتائج عظيمة وارتفع عددها إلى أكثر من 340 بحلول عام 1980.
- هانغول هي الوحيدة الباقية من عائلة الأيل الأحمر التي تصارع من أجل البقاء في معقلها : مشتتة الآن في حدود 141 كيلومتر مربع من الحديقة الوطنية تقع على سفوح داشيغام على مشارف سريناجار.
- وكان يعرف عنها بالقرون الرائعة مع 11-16 نقطة على ظهرها، وزعت على نطاق واسع في جبال كشمير.
- خلال 1940، كان يعتقد أن عددهم حوالي 3000 إلى 5000. وفقا لآخر تعداد للأيائل.
- في عام 2008، وجد نحو 160 فقط موجود. وهناك خطط لتوليد منها في الأسر لزيادة فرصها في البقاء على قيد الحياة.